# César Sánchez
César Sánchez Domínguez (ur. 2 września 1971 w Cáceres) – hiszpański piłkarz, grający na pozycji bramkarza w drużynie Villarreal CF.

## Życiorys
Treningi rozpoczął w drużynie Real Valladolid, w pierwszej drużynie tego zespołu zadebiutował w sezonie 1992/93. Trener José Antonio Camacho wystawił go w pierwszym składzie reprezentacji w 2000, w meczu towarzyskim z Niemcami. Najlepszy okres gry tego zawodnika przypadł w 2002, kiedy zajmował pierwsze miejsce w bramce Realu. Pech sprawił, że w finale Ligi Mistrzów z Bayerem 04 Leverkusen doznał kontuzji barku i zastąpił go Iker Casillas, broniący później regularnie bramki madryckiego zespołu. Przed sezonem 2006/2007 César przeniósł się do Realu Saragossa, natomiast w 2008 roku odszedł do Tottenhamu Hotspur z którego to w styczniu 2009 r. trafił do Valencii CF. Latem 2011 r. kupił go Villarreal CF.
W marcu 2010 roku przedłużył kontrakt z klubem do czerwca 2011 roku. Po sezonie 2011/2012 zakończył karierę sportową.

## Sukcesy
- 2 mistrzostwa Hiszpanii: 2001, 2003
- 1 Puchar Europy: 2002
- 1 Puchar Interkontynentalny: 2002
- 2 Superpuchary Hiszpanii: 2001
- 1 Superpuchar Europy: 2002